# Pierre-Narcisse Guérin
Pierre-Narcisse Guérin (født 13. marts 1774 i Paris, død 16. juli 1833 i Rom) var en fransk historiemaler.
Guérin var elev af Regnault og repræsenterede den davidske klassicismes grundsætninger og drev disse til det yderste ved en udpræget antik skulpturstil og en stærkt patetisk teatralsk komposition, der nok for en tid skaffede ham en vis anerkendelse, men også bidrog til at fremkalde tilbageslaget hos den nye skoles mænd. 
Guérin, der 1796 havde vundet en pris for Catos Død, vakte en vis furore med M. Sextus, der ved sin hjemkomst finder sin hustru død (1799, Louvre). Som ofte senere havde han her givet sit arbejde en væsentlig biinteresse ved hentydninger til aktuelle stemninger: her emigranternes hjemkomst. 
| - 'Catos død' og 'Sextus finder sin hustru død' - "Catos død", 1797 La Mort de Caton d'Utique - "M. Sextus, der ved sin hjemkomst finder sin hustru død", 1799 Le Retour de Marcus Sextus Louvre |

Hans Hippolyt anklaget af Fædra fra 1802 – i Louvre – efter Jean Racine skylder delvis sit held til dets nøje tilslutning til Théâtre-Français' fremstilling af samme emne.
| - Hippolyt og Fædra - Hippolyt og Fædra, 1802 i Louvre 'Phèdre et Hippolyte' (Louvre INV 5182) (commons) |

Hans mange øvrige værker – hvoraf en del også er i Louvre – er udført med omhyggelig beregning af kompositionens linjer, men mangler med deres kolde tillærte arrangement gennemgående følelse, liv og fantasi: Offer til Æskulap, Andromache og Pyrrhos (1810), Æneas beretter Dido sine tildragelser (1813), Klytaimnestra (1817) med dets pirrende motiv (det forestående mord) og effektfulde kunstige belysning, samt Aurora og Kefalos. Fra tidligere tid Napoleon tilgiver oprørerne i Kairo. 
De mange dygtige elever, han uddannede: Théodore Géricault, Eugène Delacroix, Ary Scheffer etc., brød alle med hans kunstprincipper. 
Guérin opholdt sig 1802-05 i Italien, hvor han senere kom til at virke som direktør for det franske akademi i Rom, 1822-29. I 1829 blev han udnævnt til baron.

| - Pierre-Narcisse Guérin portrætteret - Portræt, 1930 Af François Bouchot (en) (1800-46) - Buste af Auguste Dumont (en), 1836. Louvre - Portræt udført af Josse-Sébastien van den Abeele (fr), uklar datering | - Portrætter udført af Guérin - Henri de La Rochejaquelein, ca. 1816 - Louis du Vergier de La Rochejaquelein, ca. 1816 - Buste af ung pige, o. 1794 Jeune fille en buste Musée du Louvre. |

| - Græsk mytologi - Eos og Kefalos (græsk mytologi) (no), 1810 L'Aurore et Céphale - Morfeus og Iris, 1811 - Klytaimnestra tøver før hun slår den sovende Agamemnon ihjel, 1817 | - Romersk mytologi og historie - Cato den yngres død, 1797 La Mort de Caton d'Utique - Marcus Sextus' tilbagekomst, 1799 - Dido og Æneas, ca. 1815 |

| - Andre værker af Pierre-Narcisse Guérin - Oprøret i Kairo, 1806 Napoleon benåder lederne af oprøret - Andromache og Pyrros, 1810 "Andromache and Pyrrhus"(en) - Priamos' død, 1817 La Mort de Priam |